# Hüntwangen
Hüntwangen est une commune suisse du canton de Zurich, située dans le district de Bülach.

Photo aérienne (1968).

## Histoire
Hüntwangen est à l'origine une seigneurie de l'évêque de Constance dans le landgraviat de Klettgau. L'évêque vend la seigneurie à Bernhard Gradner. Hüntwangen est ajoutée à la seigneurie d'Eglisau. Zurich achète la seigneurie d'Eglisau qui devient un bailliage en 1496. Les droits du landgraviat de Klettgau sont achetés par Zurich en 1651.